# Moreirocarcinus laevifrons
Moreirocarcinus laevifrons är en kräftdjursart som först beskrevs av Moreira 1901.  Moreirocarcinus laevifrons ingår i släktet Moreirocarcinus och familjen Trichodactylidae. IUCN kategoriserar arten globalt som livskraftig. Inga underarter finns listade i Catalogue of Life.